# Santo Domingo (provincie)
Santo Domingo is een provincie van de Dominicaanse Republiek. Op 16 oktober 2001 werd een nieuw Distrito Nacional ingesteld en afgesplitst van Santo Domingo de Guzman, daarom vind je het district in oude statistieken of kaarten niet terug. De provincie is verdeeld in zeven gemeenten (municipios), het heeft 2,7 miljoen inwoners en is 1300 km² groot.

## Grenzen
In het noorden grenst het aan de provincie Monte Plata, in het oosten van de provincie San Pedro de Macoris, in het zuiden aan de Caribische Zee en in het westen door de provincie San Cristobal.

## Gemeenten
| - De provinciehoofdstad: Santo Domingo Este - Boca Chica - Los Alcarrizos - Pedro Brand - San Antonio de Guerra - San Rafael Brand - Santo Domingo Norte - Santo Domingo Oeste |

## Bergen
In het noorden van de provincie ligt de Sierra Prieta, een deel van de Sierra de Yamasá. De Sierra Prieta heeft een beschermd natuurgebied (Sierra Prieta, 4km² groot, IUCN-categorie Ia Natuurreservaat).

## Hydrologie
De belangrijkste rivier van de provincie is de Ozama, met zijn belangrijkste zijrivieren La Isabela en Yabacao. De rivier Haina vormt de grens met de provincie San Cristobal, terwijl Brujuelas de grens vormt met de provincie San Pedro de Macoris.

## Economie
Het is de provincie met het grootste aantal industriële gebieden en commerciële activiteit. De haven van Haina (gedeeld met de provincie San Cristobal) is de grootste van het land.
In de landbouw zijn de belangrijkste producten fruit (citrus) en runderen voor melk en vlees. De productie van pluimvee is ook belangrijk.

## Toerisme
Het toerisme is een belangrijk onderdeel van de economie. De meeste toeristen bezoeken het oosten (Punta Cana), verder is Boca Chica in deze provincie een van de belangrijkste toeristische centra van het land.